# ZNF134
ZNF134 (англ. Zinc finger protein 134) – білок, який кодується однойменним геном, розташованим у людей на короткому плечі 19-ї хромосоми. Довжина поліпептидного ланцюга білка становить 427 амінокислот, а молекулярна маса — 48 480.
| 10         |  | 20         |  | 30         |  | 40         |  | 50         |
| ---------- |  | ---------- |  | ---------- |  | ---------- |  | ---------- |
| MTLVTAGGAW |  | TGPGCWHEVK |  | DEESSSEQSI |  | SIAVSHVNTS |  | KAGLPAQTAL |
| PCDICGPILK |  | DILHLDEHQG |  | THHGLKLHTC |  | GACGRQFWFS |  | ANLHQYQKCY |
| SIEQPLRRDK |  | SEASIVKNCT |  | VSKEPHPSEK |  | PFTCKEEQKN |  | FQATLGGCQQ |
| KAIHSKRKTH |  | RSTESGDAFH |  | GEQMHYKCSE |  | CGKAFSRKDT |  | LVQHQRIHSG |
| EKPYECSECG |  | KAFSRKATLV |  | QHQRIHTGER |  | PYECSECGKT |  | FSRKDNLTQH |
| KRIHTGEMPY |  | KCNECGKYFS |  | HHSNLIVHQR |  | VHNGARPYKC |  | SDCGKVFRHK |
| STLVQHESIH |  | TGENPYDCSD |  | CGKSFGHKYT |  | LIKHQRIHTE |  | SKPFECIECG |
| KFFSRSSDYI |  | AHQRVHTGER |  | PFVCSKCGKD |  | FIRTSHLVRH |  | QRVHTGERPY |
| ECSECGKAYS |  | LSSHLNRHQK |  | VHTAGRL    |  |            |  |            |

A: Аланін

C: Цистеїн

D: Аспарагінова кислота

E: Глутамінова кислота

F: Фенілаланін

G: Гліцин

H: Гістидин

I: Ізолейцин

K: Лізин

L: Лейцин

M: Метіонін

N: Аспарагін

P: Пролін

Q: Глутамін

R: Аргінін

S: Серин

T: Треонін

V: Валін

W: Триптофан

Задіяний у таких біологічних процесах, як транскрипція, регуляція транскрипції, альтернативний сплайсинг. 
Білок має сайт для зв'язування з іонами металів, іоном цинку, ДНК. 
Локалізований у ядрі.